# Kapustka obecná

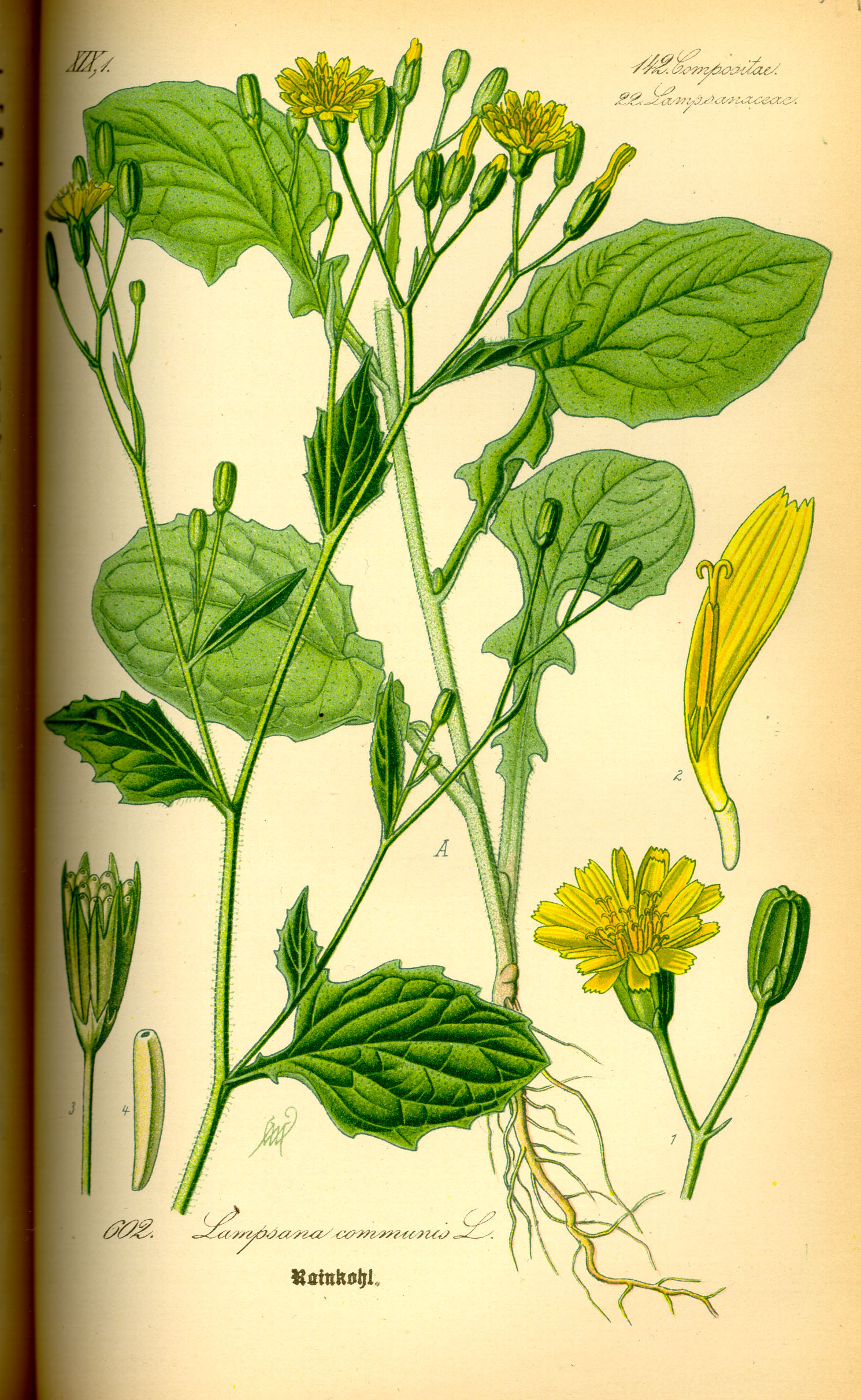
Zobrazení kapustky obecné

Kapustka obecná (Lapsana communis) je středně vysoká, žlutě kvetoucí plevelná rostlina. Je druh nevelkého rodu kapustka a v české přírodě roste pouze tento jediný druh v nominátním poddruhu.

## Rozšíření
Je bylinou původem z Evropy, severní Afriky a západní Asie. Druhotně se rozšířila do Severní i Jižní Ameriky, Austrálie, na Nový Zéland i ostrovy Oceánie. Na území Česka je hojná a poměrně rovnoměrně rozšířená, vyskytuje se pravidelně i ve vyšších polohách.

## Ekologie
Roste na vlhkých místech, ve světlých lesích, na pasekách, u cest, v křovích, na polích i zahradách a na nejrůznějších místech ovlivněných lidskou činností. Potřebují k růstu dostatek vláhy a proto v suchých oblastech bývá vzácností. Roste hlavně na výživných, nevysychavých hlinitých a jílovitých půdách bohatých na vápník.

## Popis
Jednoletá rostlina s přímou, 20 až 120 cm vysokou lodyhou rostoucí z bohatě větveného kůlovitého kořene. Přímá, hranatá lodyha je v horní části bohatě rozvětvená, bývá lysá nebo roztroušeně chlupatá a v případě poranění mléčí. Spodní listy lodyhy jsou řapíkatá a mají 10 až 15 cm dlouhé vrásčité čepele, ty jsou celistvé nebo lyrovitě peřenodílné s velkým trojúhelníkovitě vejčitým koncovým úkrojkem. Menší listy ve středu lodyhy mají řapíky kratší, ještě menší hořejší listy jsou vejčitě kopinaté a přisedlé klínovitou bázi. Druh je ve tvaru listů a výšce lodyhy variabilní.
Drobné květní úbory, asi 5 mm velké, mají dlouhé stopky a vytvářejí řídká květenství laty. Úbor s lysým lůžkem má pouze 8 až 15 oboupohlavných květů s citrónově žlutou jazykovitou korunou, která má ligulu s pěti zoubky. Dvouřadý zákrov je válcovitého tvaru, jeho vnější listeny bývají zakrnělé a ne delší 1 mm, vnitřních osm až deset čárkovitě podlouhlých a zašpičatělých listenů bývá dlouhých až 8 mm. Kvetou od května do září, za slunného počasí se květy otevírají ráno a již po poledni se zavírají, v noci a za deštivého počasí zůstávají zavřené po celou dobu. Opylovány jsou obvykle drobným hmyzem nebo před koncem kvetení se květy opylí samosprašně vlastním pylem.
Z opylených květů vznikají plody, lesklé nažky bez chmýru, kterých na jedné rostlině dozrává 400 až 800. Jsou okolo 4 mm dlouhé, protáhle, mírně hranaté, prohnuté a zmáčknuté, podélně žebernaté (až 20 žeber), dole zašpičatělé a nahoře mají maličký límec.

## Rozmnožování
Kapustka obecná je rostlina rozmnožující se výhradně semeny (nažkami), která jsou nestejně dormantní. Rostliny většinou dozrávají současně s obilím a největší množství jejich semen je se zrním také sklizeno, menší část vypadá do blízkosti rostlin a jsou případně roznesená větrem do okolí. Na poli klíčí nepravidelně po celou vegetační dobu, ta která vyklíčí již na podzim přezimují v listové růžici, většina semen klíčí na jaře.
Semena uložená v půdě jsou schopná klíčit jen rok nebo dva, jsou-li v suchém prostředí vyklíčí i po šesti létech. Pokud je omezen jejich hlavní zdroj šíření, nevyčištěné osivo s plevelnými semeny, poměrně brzy ze stanoviště vymizí.

## Význam
Kapustka obecná zapleveluje hlavně obilí, luskoviny, trvalé pícniny a okopaniny, na polích však nejčastěji roste jednotlivě a užitkovým rostlinám příliš neškodí. Je sice řazena mezi plevele, ale je považována za málo nebezpečný druh. V minulosti sloužila i jako léčivá rostlina, šťáva z lodyh se používala na zklidnění citlivé pleti.

## Galerie

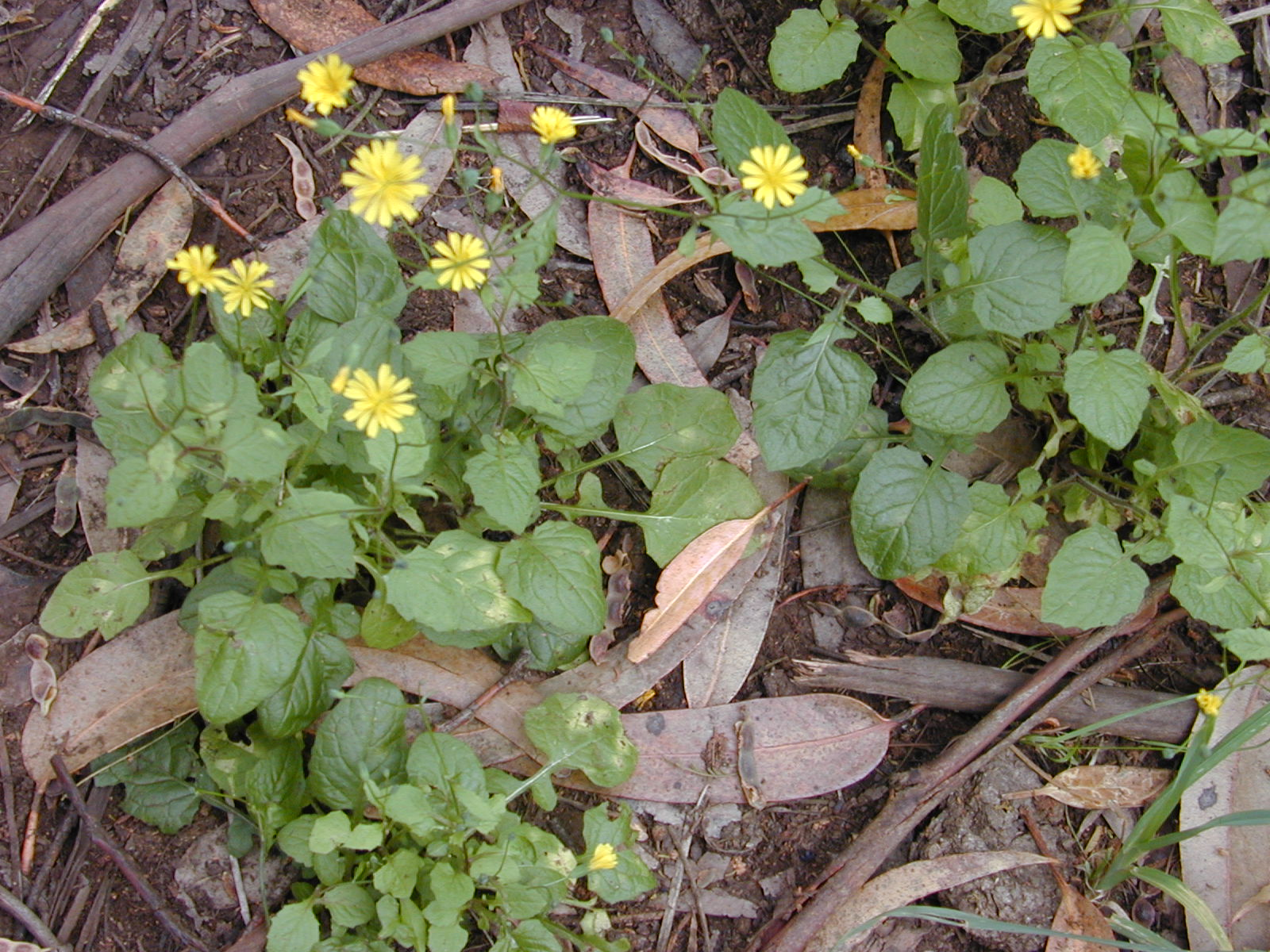
Nízká kapustka obecná
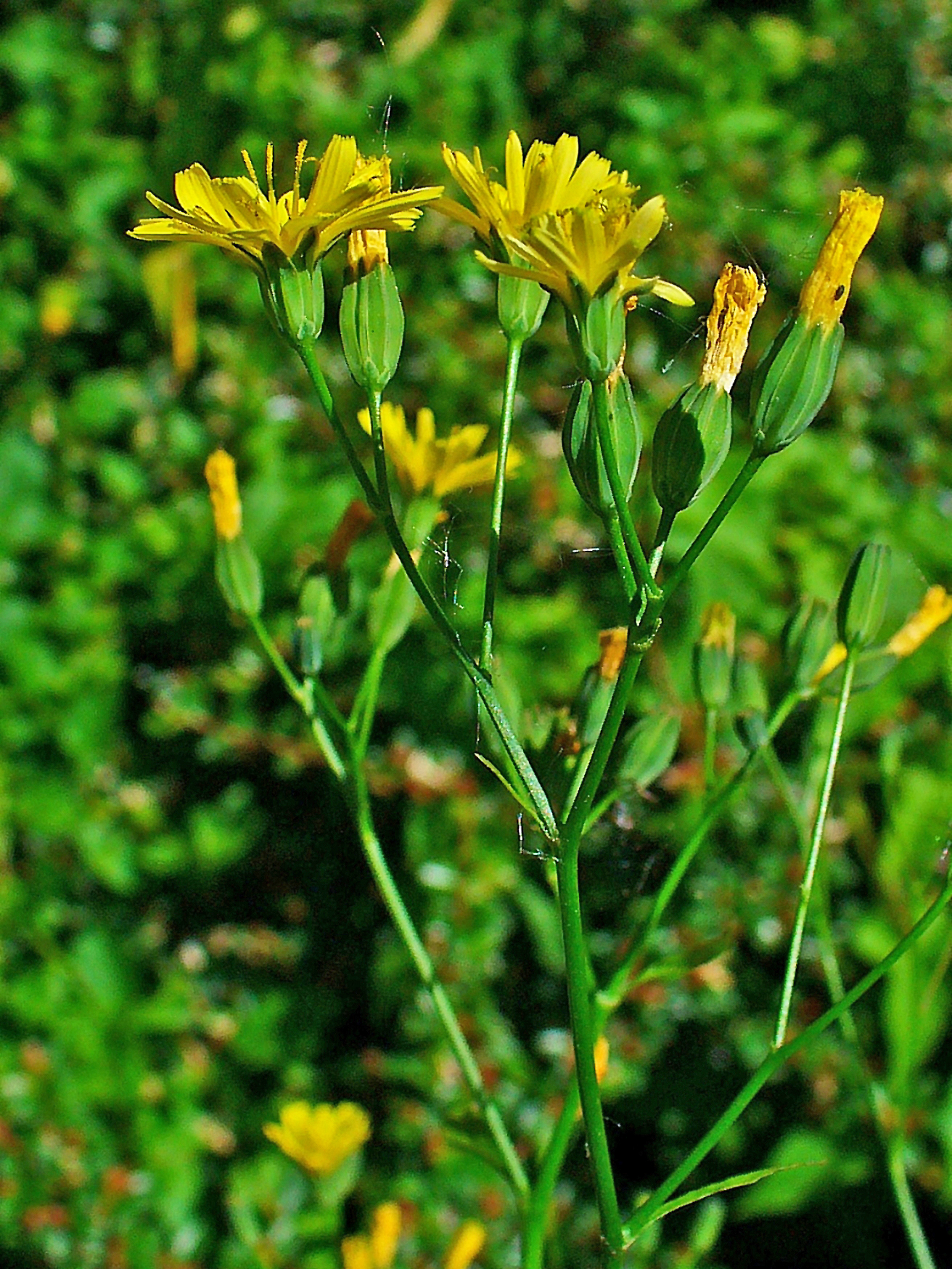
Květenství
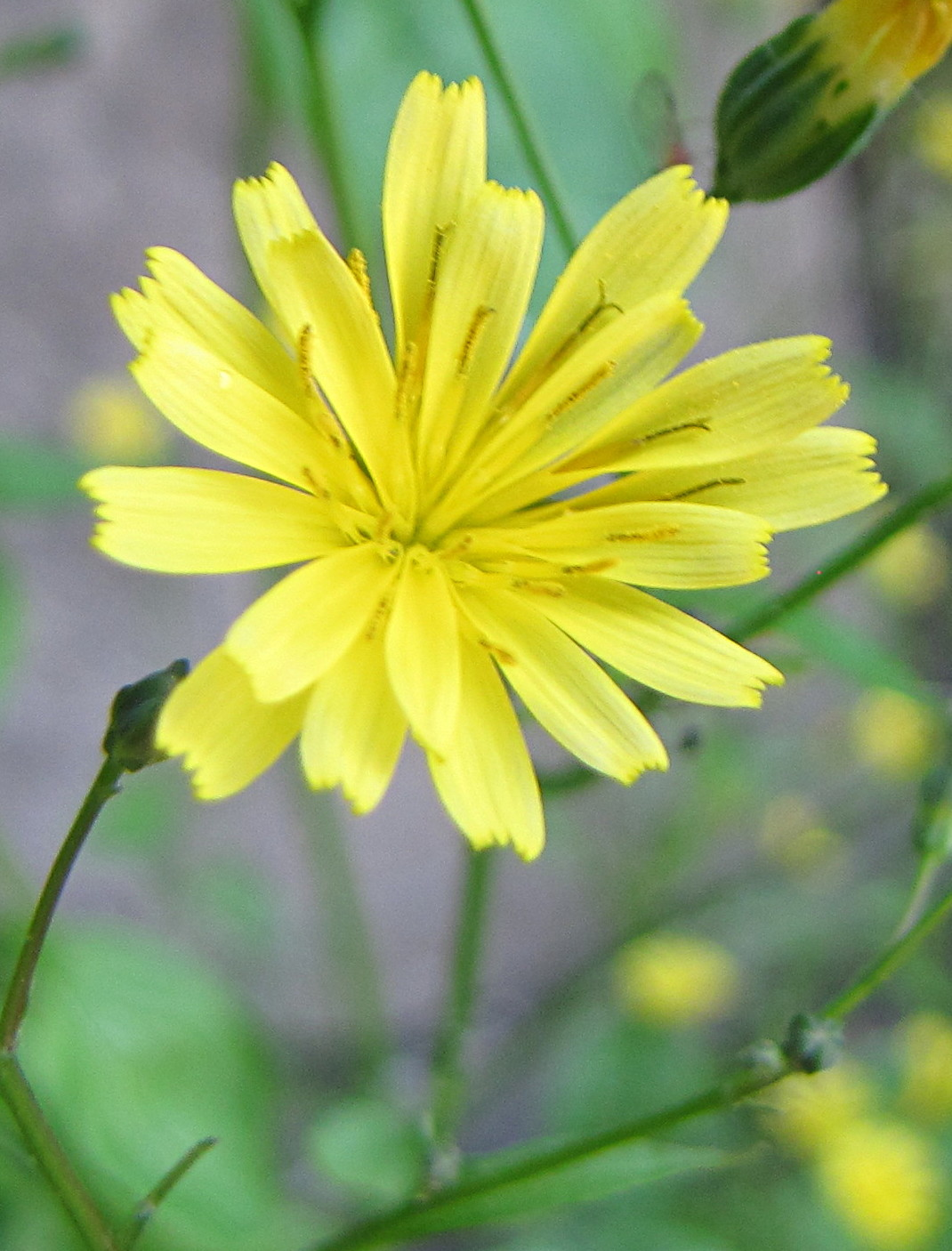
Rozvitý úbor
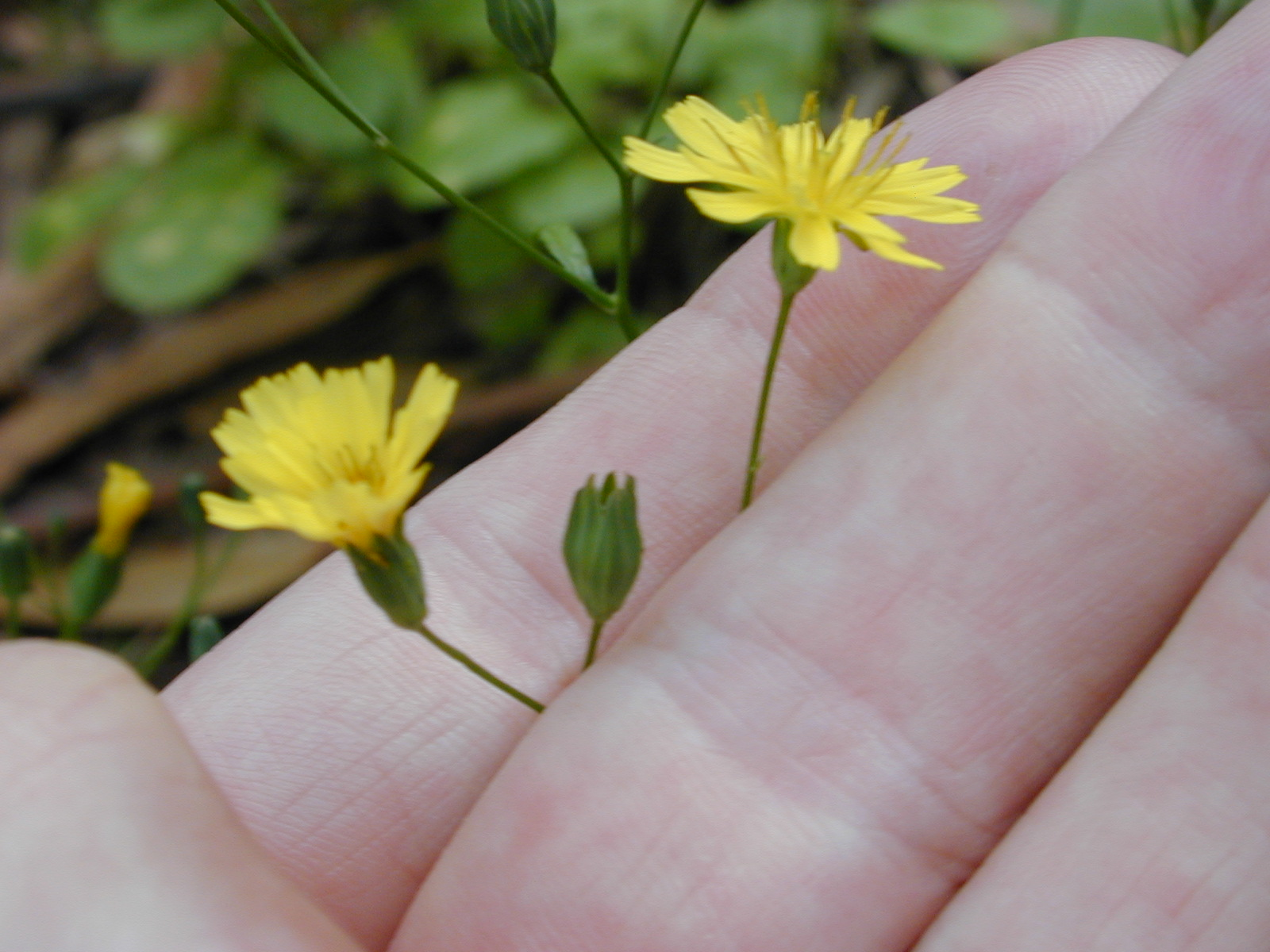
Porovnání velikosti